# Heinrich Deiters (Pädagoge)
Heinrich Deiters (* 2. Juli 1887 in Osnabrück; † 31. Januar 1966 in Berlin) war ein deutscher Reformpädagoge und Bildungspolitiker der DDR.

## Leben
Der Sohn eines Regierungsrates legte sein Abitur am Realgymnasium Bromberg ab. Er studierte Germanistik und Geschichte sowie Pädagogik in Heidelberg, Münster/W. und Berlin bis zur germanistischen Promotion 1911 bei Erich Schmidt. 1912 legte er das I. Staatsexamen ab. Darauf folgten Referendariat und Schuldienst bis 1924, unterbrochen von der Teilnahme am Ersten Weltkrieg. Von 1924 bis 1927 leitete er das Gymnasium in Höchst am Main, von 1927 bis 1933 war er Oberschulrat für Hessen-Nassau und Kassel. 1933 wurde er wegen seiner SPD-Mitgliedschaft entlassen. Dann arbeitete er als Privatlehrer und für die Presse bis 1945. Dabei hielt er Kontakt zur Gruppe um Adolf Grimme.
Unmittelbar nach der Befreiung Berlins übernahm er im Mai 1945 die Leitung des Paulsen-Gymnasiums in Berlin-Steglitz. Im gleichen Jahr wurde er über Vermittlung Ernst Hadermanns zum Leiter des Referats Lehrerbildung in der neu eingerichteten Schulverwaltung der SBZ in Berlin (Deutsche Zentralverwaltung für Volksbildung). 1946 übernahm er eine Professur für Pädagogik  an der Berliner Universität, die er bis 1959 ausübte. Gemeinsam mit Wilhelm Heise und Erwin Marquardt begründete er 1947 die Pädagogische Bibliothek des Volk und Wissen Verlages, in der er u. a. die Werke Adolph Diesterwegs und eine Leseausgabe Heinrich von Kleists mit herausgab. 
1919 war Deiters Gründungsmitglied der DDP, bereits 1920 trat er zur SPD über. Er gehörte zum Bund republikanischer Lehrer und Bund Entschiedener Schulreformer (BESch). Seit 1946 gehörte er der SED an und war von 1948 bis 1950 Mitglied des SED-Parteivorstandes. Von 1949 bis 1958 war er Mitglied der Volkskammer in der DDR. In Berlin leitete er die Landesgruppe des Kulturbunds. 1960 wurde ihm der Vaterländische Verdienstorden in Silber verliehen.
Von 1952 bis 1958 war er Mitherausgeber der gesamtdeutschen Zeitschrift Pädagogik.

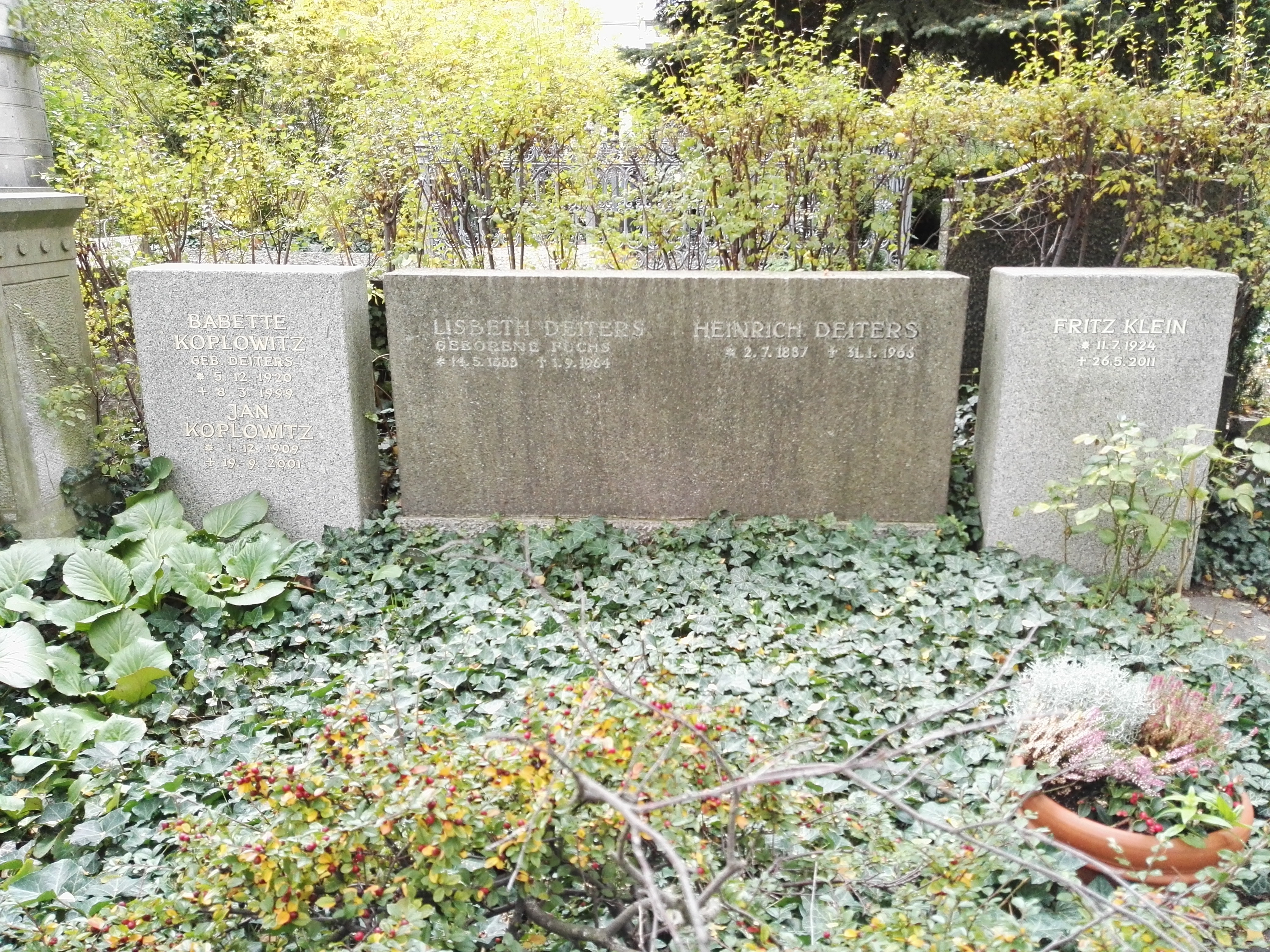
Grabstätte

Deiters war der Schwiegervater von Fritz Klein und Jan Koplowitz. Er ist auf dem Friedhof der Dorotheenstädtischen und Friedrichswerderschen Gemeinden in Berlin-Mitte bestattet. Der Lyriker Jens Gerlach widmete ihm in „Dorotheenstädtische Monologe“ ein Gedicht.

## Werke (Auswahl)
- Bildung und Leben: Erinnerungen eines deutschen Pädagogen. Hrsg. u. eingel. von Detlef Oppermann. Mit e. Nachw. von Walter Fabian, Köln/Wien 1989 ISBN 3-412-04088-6
- Pädagogische Aufsätze und Reden. Volk und Wissen Volkseigener Verlag Berlin, 1957